# NSU/Fiat Weinsberg 500
Der NSU/Fiat Weinsberg 500 (ab 1960 Neckar Weinsberg 500) mit seinen Typen Limousette und Coupé ist ein Fahrzeug auf Basis des Fiat Nuova 500 (1957–1977). Er war wie auch der Kleintransporter Neckar Pully eine Konstruktion der NSU/FIAT Karosseriewerke Weinsberg. Möglich wurde dies, da NSU/FIAT in Heilbronn auch eine eigene Entwicklungsabteilung unterhielt, in der so bekannte Konstrukteure wie Antonio Fessia arbeiteten. Vorgestellt hat NSU/Fiat den Weinsberg im März 1959. In der Bauzeit von 1959 bis 1963 wurden insgesamt 6.228 Fahrzeuge gefertigt. Im Jahr 1959 kostete er 3.840 DM und 1962 3.620 DM.

## Deutsche Abänderung der Serienkarosserie
Es wurden zwei Weinsberg-Ausführungen zum gleichen Preis von 3.840 DM einschließlich Heizung und Schiebedach (Weißwandreifen + 50 DM) verkauft – das Coupe und die Limousette. Sie unterscheiden sich nur in der Gestaltung des Rückfensters: Das Coupé hatte am Heck eine Panoramascheibe; der Kopfraum über der Rücksitzbank reichte nur für kleine Kinder (bis etwa 7 Jahre). Die Limousette sah mit hinteren Seitenfenstern und steilerer, flach gewölbter Rückscheibe wie eine kleine Limousine aus, daher der Name. Sie bot etwas mehr Kopfraum als beim Coupé, jedoch knapper als beim normalen Fiat 500 Nuova. Beide Weinsberg-Modelle sind Zweisitzer mit zusätzlichem Raum für 2 Kinder oder Gepäck. Die beim Weinsberg verwendeten deutschen Reifen 4,40-12 statt der 125 – 12 des normalen Fiat 500 zeigen, dass auch das Werk den Weinsberg als Zweisitzer betrachtet; ihre listenmäßige Höchsttragfähigkeit ist etwas geringer als beim etwas breiteren 125 – 12. Die Weinsberg-Ausführung entsteht im Gegensatz zur Autobianchi Bianchina aus teilmontierten Serienkarosserien, die im Karosseriewerk Weinsberg bei Heilbronn durch aufgesetzte Karosserieabschlüsse vorn und hinten, höhere Bughaube, anderen Dachabschluss und entsprechend veränderte Motorhaube ergänzt werden. Dabei erhalten die Wagen durch einige Ausstattungserweiterungen den Charakter einer Luxusausführung: echtes Schiebedach statt Klappdach, Bugornament, besondere Stoßstangen, serienmäßige Zweifarbigkeit und Radzierblenden, Aschenbecher im Armaturenbrett, freundlichere Polsterstoffe, breite Taschen in den Türen. Vorteilhaft ist der Ablageraum vorn, der dadurch ermöglicht wurde, dass das Reserverad unter der höheren Haube auf den Tank gelegt werden konnte. Die durch ein Ornament kaum zu verbergende Ansatzstelle wurde bei der neuen Ausführung durch einen glatten Seitenstreifen geschickter abgedeckt. In Fahrleistung und Fahreigenschaften entspricht der Weinsberg voll dem normalen Fiat 500. Die Tagesproduktion betrug 14 Wagen.

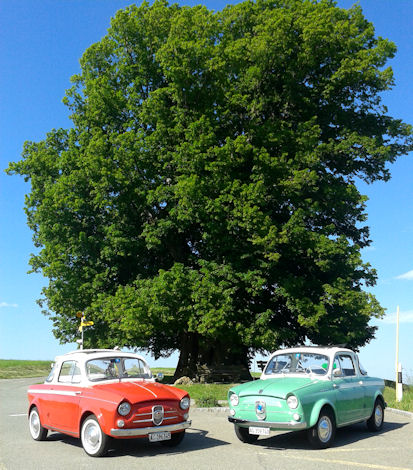
Weinsberg 500 Coupés

Außer dem NSU/Fiat Weinsberg basierten auch der Autobianchi Bianchina und der Puch 500 auf dem Nuova 500. Während der Autobianchi – wie der Weinsberg – die Mechanik des Fiat 500 mit einer eigenen Karosserie kombinierte, verwendete der Puch umgekehrt die Karosserie des Fiat, setzte aber einen eigenen, selbst konstruierten Motor ein.

## Technische Merkmale
- Anzahl Zylinder: 2
- Hubraum:  479 cm³
- Leistung:  11 kW/15 PS – 4250/min
- Max. Drehmoment: 30 Nm  – 3400/min
- Länge / Breite / Höhe:  3085 – 1350 – 1310 mm
- Leergewicht / Gesamtgewicht: 525 kg / 750 kg
- Höchstgeschwindigkeit: 95 km/h
- Beschleunigung: 0 – 80 km/h in 37 sek
- Verdichtung: 7,1
- Bohrung: 67,4
- Hub: 70 mm
- Tankinhalt: 21 Liter
- Radstand: 1840 mm
- Reifengröße: 4.40-12″

Alle gemeinsam haben:
- Stahlkarosserie
- Vorderachse: Blattfeder
- Sitzplätze: 4
- Bremsen: Hydraulisch
- Hinterachse: Coil
- Zündung: Magnetspule
- Starter: Dynastart
- Getriebe: 4 Vorwärtsgänge,1  Rückwärtsgang
- Elektrik: 12 V